# Molophilus pallidulus
Molophilus pallidulus är en tvåvingeart som beskrevs av Alexander 1925. Molophilus pallidulus ingår i släktet Molophilus och familjen småharkrankar. Inga underarter finns listade i Catalogue of Life.